# Ardmore (Pensilvânia)
Ardmore é uma Região censo-designada localizada no estado norte-americano de Pensilvânia, no Condado de Delaware e Condado de Montgomery.

## Demografia
Segundo o censo norte-americano de 2000, a sua população era de 12.616 habitantes.

## Geografia
De acordo com o United States Census Bureau tem uma área de
5,0 km², dos quais 5,0 km² cobertos por terra e 0,0 km² cobertos por água.

## Localidades na vizinhança
O diagrama seguinte representa as localidades num raio de 8 km ao redor de Ardmore.